# Emil Voigt (atleta)
Emil Robert Voigt (Manchester, 31 de janeiro de 1883 - Auckland, 16 de outubro de 1973) foi um fundista britânico, campeão olímpico de atletismo em Londres 1908.
Começando no atletismo aos 14 anos no cross-country, Voigt chegou aos Jogos de Londres como um dos favoritos à medalha de ouro na prova das 5 milhas, depois de vencer a prova de 4 milhas no campeonato nacional da Amateur Athletic Association, a então federação dos atletas amadores da Grã-Bretanha. Ele venceu facilmente a prova, com mais de 50 m de diferença para o segundo colocado e derrotando 35 adversários, tornando-se o o último campeão das cinco milhas, extinta dos Jogos Olímpicos a partir daí, substituída pelos 5000 m e 10000 m a partir de 1912.
Depois de vencer a mesma prova nos dois anos seguintes do campeonato nacional, ele imigrou para a Austrália em 1911, onde ganhou diversos títulos, até retirar-se do atletismo em 1914, com a eclosão da I Guerra Mundial.
Voigt permaneceu na Austrália até 1936, quando voltou à Inglaterra e daí, em 1948, mudou-se definitivamente para a Nova Zelândia, vivendo em Auckland treinando atletas e correndo até os 80 anos, e onde faleceu aos 90 anos de idade.